# ベルナール・デュド
ベルナール・デュド（Bernard Dudot、1939年1月30日 - ）は、フランス出身の自動車エンジン技術者である。
フランスの自動車メーカーであるルノーの技術者であり、1980年代から2000年代にかけて、ルノー・スポールの開発部門を率い、ルノーのフォーミュラ1（F1）用V6ターボエンジン、自然吸気V10エンジンの開発を指揮したことで特に知られる。

## 経歴

### 初期
15歳の時（1954年頃）にフランスグランプリを初めて観戦し、テクノロジーの完成に大きな興味を持った。その後、パリの高等機械学院（CESTI）で学び、卒業後はシトロエンに入社した。
しかし、シトロエンでは思うような仕事ができないと感じたことから1年で辞め、1967年にアルピーヌに入社した。同社はそれまで搭載エンジンをゴルディーニ（1969年にルノーに吸収される）やモチュール・モデルヌ（Moteur Moderne）といった他社に頼っており、同社の創業者で経営者のジャン・レデレは、自前のエンジンを持ちたいという考えから、デュドに社内にエンジン開発部門を設立するよう命じた。
最初の数年はフォーミュラ3（F3）やラリー向けのエンジン開発に主に従事し、デュドは、入社した1967年の内にラリー用エンジンのチューニング部門を立ち上げた。F3用エンジンはルノー・16のエンジンを基に開発し、アルピーヌで車体設計をしていたアンドレ・デ・コルタンツの手になる車体に搭載した。
1972年のラリーで転機となる出来事が起きた。デュドらはラリー車両用のターボエンジンを開発し、それを搭載したアルピーヌ・A110「ターボ」が、デビュー戦のクリテリウム・デ・セヴェンヌでデビューウィンを飾った（ドライバーはジャン＝リュック・テリエ）。この勝利はデュドにとっても想定外の「奇跡的な」出来事だったが、翌1973年にアルピーヌを吸収することになるルノーの上層部は、この勝利に色めき立ち、ターボチャージャーの技術に大きな可能性を見出すようになり、この出来事はデュドのその後にも大きな影響を及ぼすことになる。

### ターボエンジンの開発

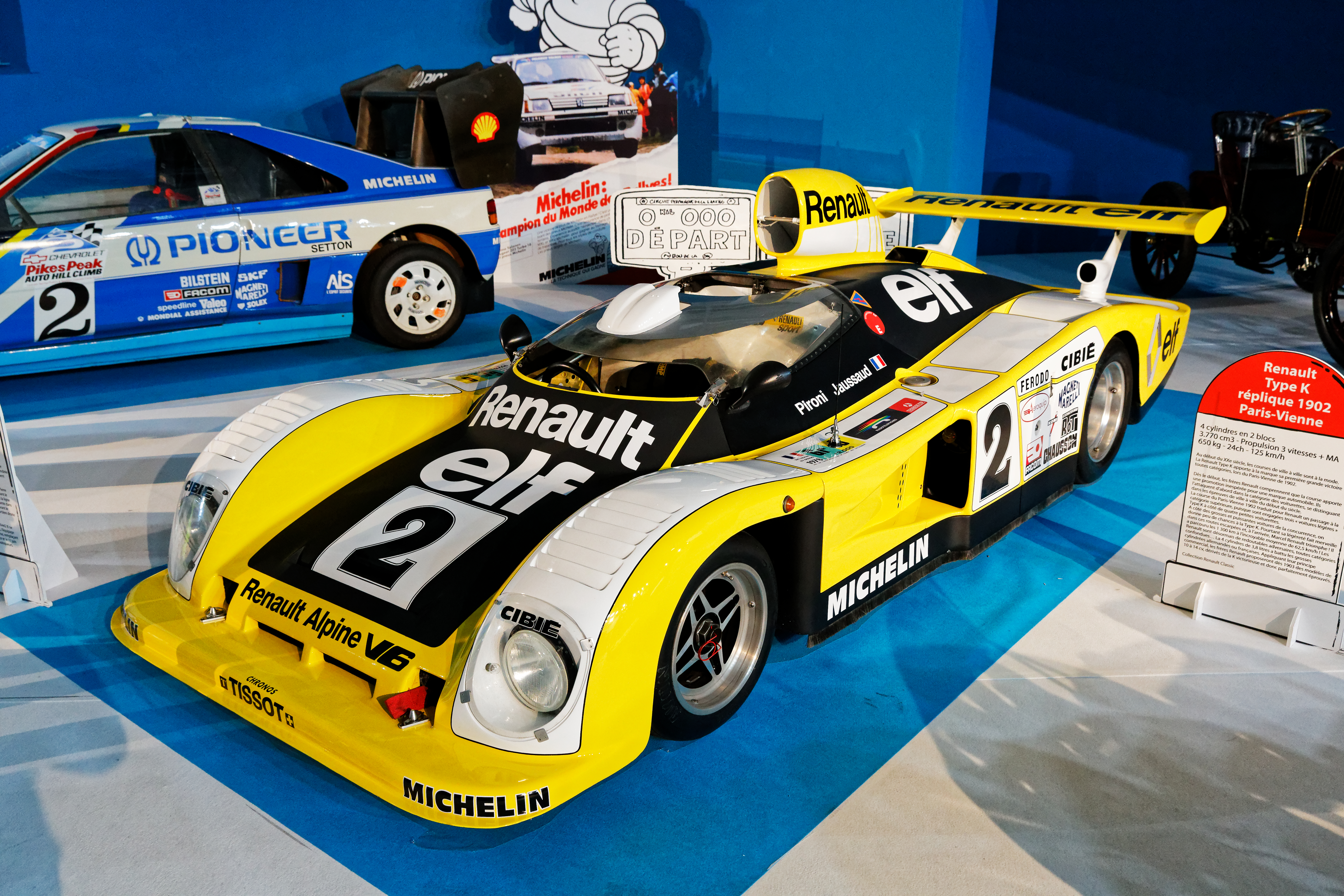
ルノー・アルピーヌ・A442B（1978年ル・マン24時間レース総合優勝車）。デュドはターボエンジンの開発責任者を務めた。

1973年、アルピーヌはルノーに吸収された。同年、デュドはルノーのレース用エンジン開発部門が置かれていたヴィリー＝シャティヨン工場に配属され、そこでテクニカルディレクター（技術部長）でゴルディーニ出身のフランソワ・キャスタン、ジャン＝ピエール・ブーディと協働を始め、まずはウォーターポンプやオイルポンプといった補器類全般の開発を任された。
ほどなく、ルノー本社のモータースポーツ責任者（コンペティション・マネージャー）だったジャン・テラモルシ（Jean Terramorsi）はル・マン24時間レースの総合優勝を目標として掲げ、開発チームに準備を始めさせた。デュドらは、キャスタンがスポーツカーレース用に設計した「ルノー・ゴルディーニ・CH1」という2リッターの自然吸気V6エンジンをベースとして、ターボエンジンの開発に着手した。当時のルノーのモータースポーツ活動はアルピーヌによるラリー活動が主だったが、サーキットレースへの進出はエルフの重役であるフランソワ・ギテール（François Guiter）からも強く支持され、エルフから潤沢な資金提供を受けた。
この間、1973年末にデュドはスーパーチャージャーなどの過給機技術の将来性を検証するため、（デュド自身の希望により）米国に派遣され、ギャレット・エアリサーチや他の専門家たちを訪ねて回り、そこでターボエンジンの将来性を確信して帰国した。
1974年にデュドはル・マン用エンジンの開発責任者に任命され、ブーディと組んでターボエンジンの開発を始めた。デュドとブーディが開発した2リッターのV6ターボエンジンを搭載した最初のスポーツプロトタイプ車両となるアルピーヌ・A441Tは、1975年に完成した（車体設計はデ・コルタンツ）。

### F1参戦開始 (1977年)

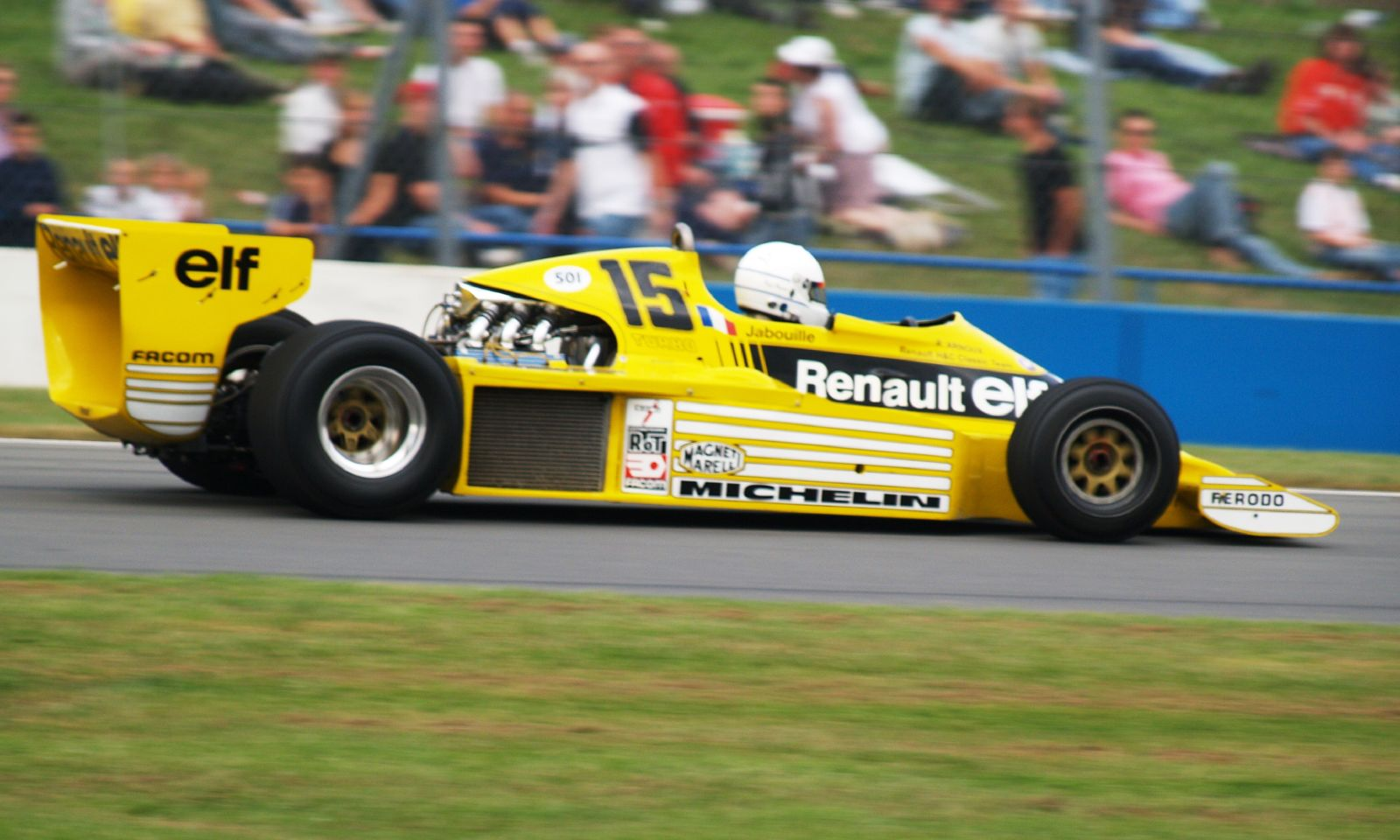
ルノー・RS01。ルノー最初のF1車両。搭載しているEF1エンジンはスポーツプロトタイプ用の2リッターターボエンジンの設計を転用して開発された。

デュドら、ルノーのモータースポーツ関係のエンジニアたちはル・マン制覇に向けて開発を進めていたが、1975年に、ル・マン制覇に向けた計画と並行して、F1への参戦計画を始めることが突然決定した。ルノー本社の上層部が「フルコンストラクターによる参戦」にこだわったため、車体製作も行うことになり、車体設計はこれまでと同様にデ・コルタンツが担当した。
ルノーのエンジニアたちは1976年6月のル・マン終了後からF1参戦に向けた開発を本格的に始め、1年ほどの期間で車両を開発し、翌1977年7月のイギリスGPで、ルノーはF1デビューを果たした。
ルノー初のF1車両である「RS01」に搭載された「ルノー・ゴルディーニ・EF1」エンジンの開発が始まった1976年の時点で、デュドはル・マンの開発プロジェクトをメインの仕事としており、その責任者でもあったことから、F1参戦の準備には片手間で関わる形となった。最初の2年ほどは開発費も乏しく、F1エンジン専任のスタッフは、ブーディのほか、2、3名ほどしかおらず、彼らF1を担当していた開発チームはターボチャージャーについて学ぶことが主な活動内容となっていた。
このような貧弱な体制にもかかわらず、上層部からはエンジンの完成を急かされ、充分なテストもせず、信頼性の見極めもできないままのエンジンをレースに投入するほかなく、ルノーはエンジントラブル続きの状態でF1参戦を続け、その車両は「イエローティーポット」と揶揄された。そうして低迷していたルノーF1の転機は、1978年6月に訪れた。この年のル・マン24時間レースでルノー・アルピーヌがル・マン制覇を果たしたことで、ルノーはル・マンにおける参戦プロジェクトを終了し、以降はF1に力が入れられるようになった。
そうして、デュドら開発陣はF1への注力を始め、1979年7月のフランスGPで、ルノーはF1初優勝を果たした。

### テクニカルディレクター (1980年 - 1997年)
1980年にキャスタンがルノー傘下のアメリカン・モーターズ（AMC）に異動したことに伴い、デュドはルノー・スポール全体の開発責任者であるテクニカルディレクターに就任した。この年の時点で、ルノー・スポールは80名ほどのエンジニアを抱え、その全員がF1に携わるようになっていた。以降、デュドは、1997年までルノー・スポールを率いることになる。

#### タイトル争い (1983年)
1979年の初優勝以降、ルノーはF1で優勝争いを毎年繰り広げるようになり、1981年にはデュドはタイトル獲得を目標とすることを公言するようになった。公言した通り、1982年と1983年シーズンにルノーは両タイトルを争ったが、1983年は僅差の争いの末、コンストラクターズタイトルはフェラーリが獲得し、ドライバーズタイトルはルノーのアラン・プロストがネルソン・ピケ（ブラバム）に敗れ、ルノーはどちらのタイトルも逸して2位に終わった。
この年の敗因については様々な説が言われているが、デュドは、自分たちがエンジンの信頼性を確立できなかったことが最大の敗因だったと述べている。1983年にタイトルを逃したことはルノーのF1活動にとって痛打となり、エースドライバーのプロストは喧嘩別れの形でチームを去り、同時期にルノー・スポールの命運が本社のモータースポーツには縁遠い役員（ジョルジュ・ベッセ）に牛耳られるようになったことで、組織の士気にも悪影響が生じるようになった。

#### 一時撤退 (1986年)
そうして、フルワークスチームとしての活動は1985年で終わり、1986年はカスタマーチームへのエンジン供給のみとなった。デュドは引き続きエンジン開発を指揮し、前年の第12戦イタリアGPで投入したEF15の「q」スペックに続いて、この年の「EF15B」ではF1のエンジンとしては初めてニューマチックバルブを本格的に採用した。
しかし、ルノーはこの1986年限りでF1用エンジンの供給先を全て失い、加えて、この時のルノーの総裁・最高経営責任者（CEO）はフルワークスチームの活動終了を主導したベッセで、10年近く参戦していながら「タイトル獲得」という結果を未だに出せていないことを改めて問題視され、ルノー本社はF1からの撤退を決定した（撤退発表は9月のポルトガルGP後に行われた）。
その状況下、デュドはルノー・スポールの80名のエンジニアたちを維持することを第一に考えた。そのためには、本社にとって興味深い研究開発テーマを提示する必要があると考え、市販車用に4バルブ・ターボエンジンの開発を行うという名目でエンジニアの雇用を維持することを正当化した。同時に、15名ほどのスタッフで「F1用の自然吸気エンジンの研究開発」を続けることをルノー本社に了承させ、そうした交渉により、80名のエンジニア全員を手元に残すことに成功した。

#### V10エンジン (1989年 - 1997年)
こうして、デュドにはF1用の自然吸気エンジンの開発が許可された。結果として、デュドとしては、1986年にルノーがF1から一時撤退してから1989年にエンジンサプライヤーとして復帰するまでの2年ほどの期間はエンジンのことだけ考えればよくなり、この期間はある意味ではありがたいものになったという。また、ターボ時代のスタッフがほとんど残ったことで、ルノー・スポールがターボ時代に得た様々な教訓や、メカクロームをはじめとするサプライヤーとの間に築いた協力関係は維持され、これらはF1復帰後の成功の下地となった。
新規則に合わせたエンジン開発について、他のエンジンメーカーはV8エンジンかV12エンジンを投入することを計画していたが、デュドは当時としては異例な「V10エンジン」の開発を決定した。こうして開発された「ルノー・RS1」とともに、1989年にルノーはF1に復帰し、ウィリアムズへの供給を開始した。
新エンジンでは、最後のターボエンジンで試して好感触を得ていたニューマチックバルブを引き続き導入した。これはバルブスプリングでは実現し得ない高回転化に寄与するとともに、エンジンヘッド部の軽量化、それに伴う低重心化、エンジン全体のコンパクト化といった様々なメリットをもたらした。
デュドはこの自然吸気V10エンジンでは、信頼性の高さ、車体とのマッチング（軽量コンパクトであること）、トルク（トルクバンドの広さと加速性能）、フレキシビリティ（ドライバビリティ）の4点を特に重視した。極端な最高出力が求められたターボ時代とは異なり、最高出力の優先順位は比較的低くし、ウィリアムズの車体への最適化を第一とした。その一例として、通常、V10エンジンであれば、等間隔爆発を考慮するならバンク角は「72度」とするのが最適だが、幅を狭くしてほしいというウィリアムズからの要望を取り入れて、RS1ではバンク角を「67度」として設計した。
復帰前にデュドが立てた、車両全体のパッケージングを重視し、エンジンをその一要素に過ぎないと捉えた開発方針は当たり、ルノーのエンジンは1990年代半ばのF1を席巻し、1997年限りでF1から撤退するまでに、搭載チームがコンストラクターズタイトルを6連覇（1992年 - 1997年）するという結果を残した。

### プロスト - インフィニティ (1998年 - 2002年)
1997年末、デュドはルノー・スポールを離れ、テクニカルディレクターとしてプロスト・グランプリに加入した。
1999年6月にプロストから離脱し、2000年からはマニエッティ・マレリの競技部門の責任者となった。
2001年に日産自動車（インフィニティ）のインディカー参戦プログラムに加わり、米国に移住したが、この参戦プロジェクト自体が2002年シーズン限りで終了となったため、2003年初めに離脱した。

### ルノー (2003年 - 2005年)

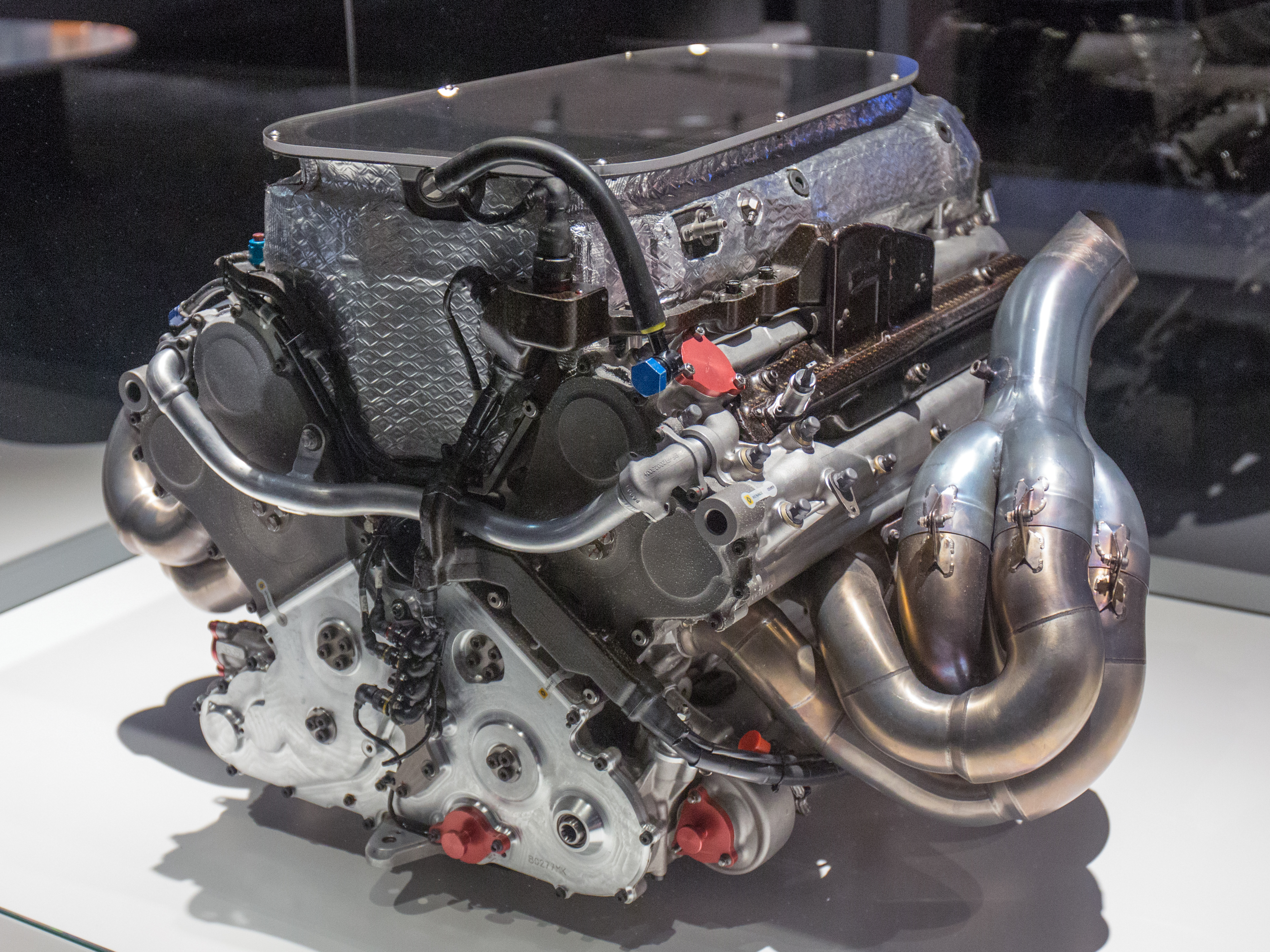
RS25（2005年）。デュド関与の下で最後に開発された、ルノー最後のV10エンジン。

日産自動車のプログラムが終わることになったタイミングで、ルノーフルワークスチームのチーム代表となっていたフラビオ・ブリアトーレの意向により、デュドはルノー・スポールに呼び戻された（ルノーは1997年にF1から撤退した後、2001年に復帰）。
当時のルノーのV10エンジンはバンク角111度という特異なものだった（2003年のRS23エンジンまで）。2004年からはそうした特殊な広角バンク角のエンジンが使用できなくなるタイミングでもあり、エンジン開発の立て直しを要望されたデュドは、少し古いエンジンをベースとしてエンジンの設計を改めた。ルノーエンジンはデュドが去った1997年を最後に優勝から遠ざかっていたが、デュドが復帰した2003年には6年ぶりの優勝を果たし、新エンジンを投入した2004年にも1勝を挙げ、2005年にルノーにとっては1980年代から悲願としていたフルワークスチームによるコンストラクターズタイトルを初めて獲得した。
デュドは2005年のチャンピオンエンジンとなるRS25エンジンを手掛けた後、同年4月に引退した。F1で2006年から導入されることになったV8エンジンについて、デュドは退任前にスペックの定義のみに関与し、それがF1における最後の仕事となった。

## 人物
- エンジニアとしても人間としても「並外れて優れていた」と評されている[23]。気難しいことで知られるウィリアムズのパトリック・ヘッドとも問題なく仕事をこなし[23]、その間もその後も、デュドはヘッドの度量の広さや技術面での裏表のなさ、統率力の高さ等についてたびたび絶賛している[20][17]。
- 1990年代、F1における成功から、デュドはしばしば「（ルノー）V10の父」と呼ばれたが、デュド本人はそのことについてそれはルノー・スポールのスタッフ全員の功績だと述べていた[9]。
- 1995年から日本の月刊誌『F1グランプリ特集』にて連載コラム「ベルナール・デュドのエンジン裏話」を執筆していた。その中で「ルノーは日本のホンダの勝利を阻止しようとしているライバルであるのに、日本グランプリでわざわざ私を探して贈り物を届けてくれるファンがいます。信じられないくらい本気でルノーが好きで応援してくれる方もいる。フランスに住む私が日本のファンに応援されるということがどれだけ感動したか、なかなか分かってもらえないと思う。」と日本の印象を記している。ルノーがF1復帰した'89年に初めて鈴鹿に行った際には、「街でルノーのスタッフ達と相談して和食に挑戦して、カニ料理屋に入ったんだ。ひととおり食べても誰も全然お腹一杯にならないので追加注文してたら、ものすごくカニの代金が高くなってびっくりしてしまった(笑)」と失敗談も述べている[26]。

### エピソード
- ジャン・レデレからアルピーヌにエンジン開発部門を立ち上げるよう命じられた際、デュドはベンチテストのための部屋は台所だった部屋に設けた[5]。そうした理由は、台所であれば水の確保が容易だからだが、当時のアルピーヌ（A110）のターボエンジンはいずれもこの台所で開発され[5]、1970年代半ばにエンジン開発がヴィリー＝シャティヨンに集約される頃まで使用された[27]。

## 年譜
- 1967年　アルピーヌ入社[4][1]（アルピーヌは1973年にルノーに吸収される）。同年中にラリー用エンジンのチューニング部門を設立[1]。
- 1973年　ルノーのヴィリー＝シャティヨン工場のレース用エンジン開発部門に配属される[4]。2リッター自然吸気エンジンの開発に参加[3]。ターボエンジンの研究を開始[3]。
- 1974年　ルノーのル・マンプロジェクトの責任者に就任[3]。
- 1978年　ルノー社のエンジン部門のテクニカルディレクターに就任[3]。
- 1980年　ルノー・スポールのテクニカルディレクター（技術開発の総責任者）に就任[3]。
- 1997年末　ルノー・スポールを去る。
- 1998年　プロスト・グランプリのテクニカルディレクターに就任[2][1]。
- 2000年　マニエッティ・マレリの競技部門の責任者に就任[1]。
- 2001年　日産自動車のインディカー参戦プログラムに加わる[1]。
- 2003年　ルノー・スポールに復帰[1]。副マネージングディレクターに就任[2]。
- 2005年4月　ルノー・スポールを再び去り、引退[2]。